# Дранг нах Остен

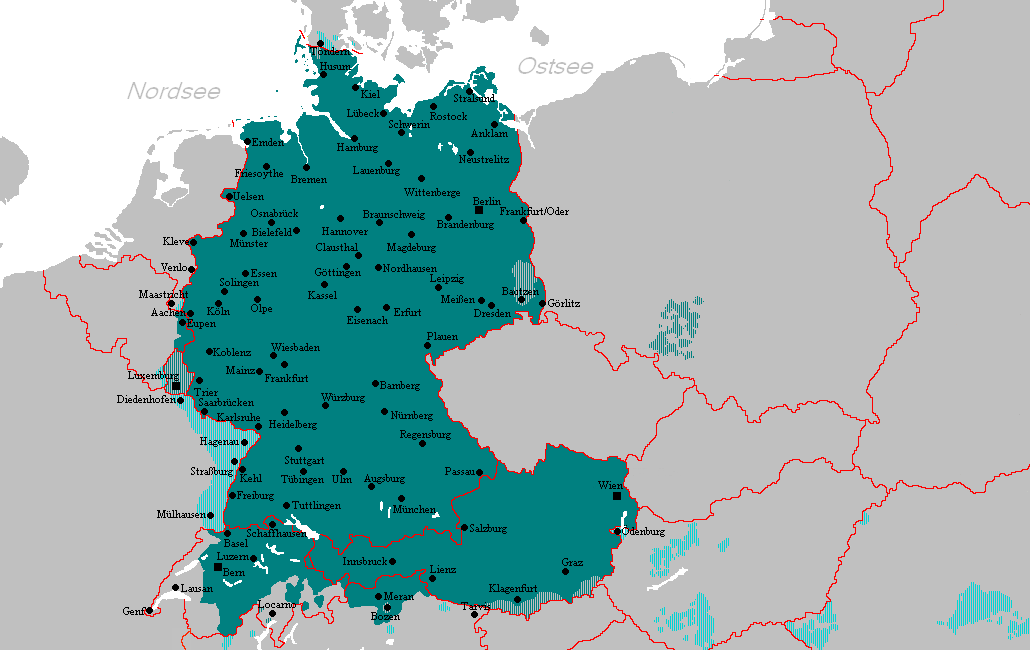
Современная территория распространения немецкого языка в Европе

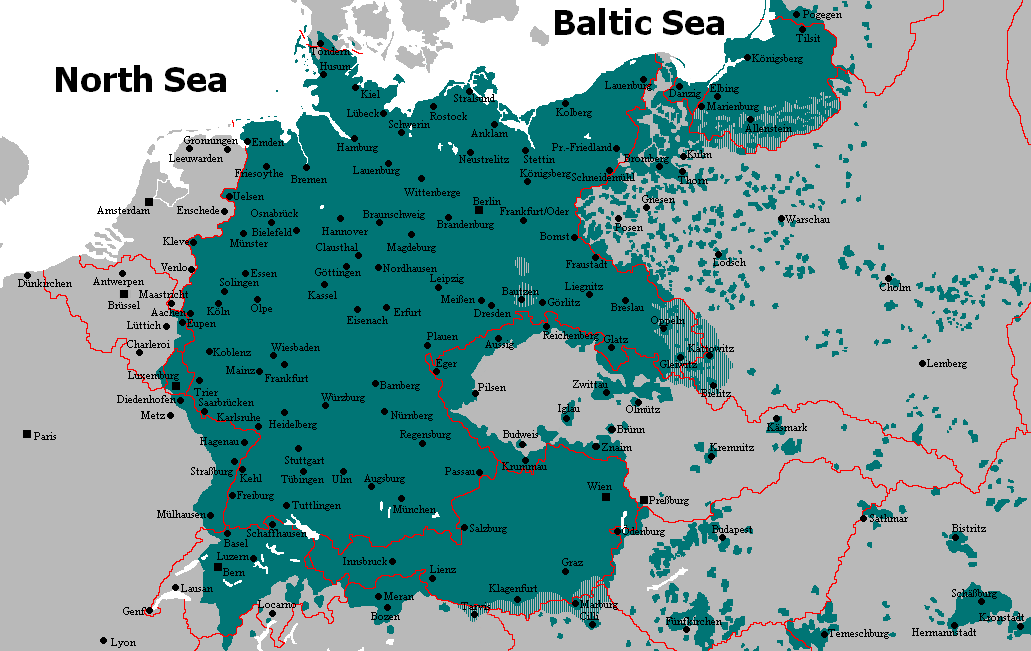
Зона распространения немецкого языка в Европе в 1919 году

Дранг нах Остен (нем. Drang nach Osten — букв. «натиск на Восток») — выражение (клише), появившееся в середине XIX века и использовавшееся в националистических дискуссиях во второй его половине. Термин употреблялся в кайзеровской Германии в XIX веке и позже в нацистской пропаганде для обозначения немецкой экспансии на восток, подчеркивая стратегическую важность германской колонизации востока для расширения немецкого «жизненного пространства» в конкурентной борьбе с другими народами, в первую очередь с русскими. В XX веке термин применялся советскими, а также польскими историками для описания немецкой экспансии.
Идеологическая база под доктрину «Дранг нах Остен» была создана немецкой наукой в рамках исследовательского направления «Остфоршунг».

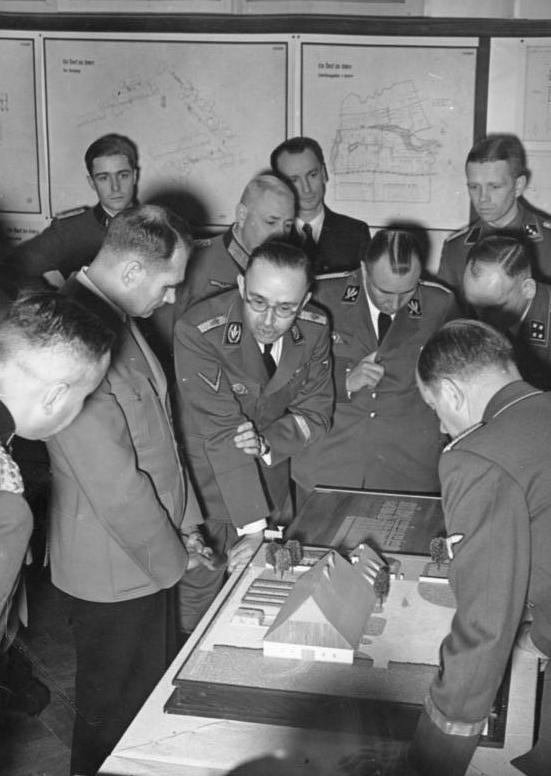
План «Ост». Обсуждение проектов новых немецких поселений. В центре: Г. Гиммлер и Р. Гесс. Фотография с выставки «Планирование и построение нового порядка на Востоке» (март 1941 г.).

## Исторические предпосылки
Лозунг «Дранг нах Остен» появился в немецкой истории рано, а именно в VIII—XIII веке, когда немцы вели наступление на земли западных славян, особенно в бассейне реки Лаба и вдоль всего южного побережья Балтийского моря от Шлезвига до Прибалтики, где они также остро конкурировали с балтийскими (коренные народы Пруссии) и финно-угорскими народами (предками эстонцев).
Автором чёткой концепции экспансии на восток является германский император Фридрих I Барбаросса (1152—1190). Для борьбы с этими восточными народами были организованы и немецкие Северные крестовые походы. В эпоху Средневековья немцы вытеснили (в XIII веке) русских купцов из Латвии. Были онемечены многие славянские и балтийские племена, в особенности пруссы.
Подобная же политика проводилась в восточном направлении и в более южных регионах Европы Австрийской империей, а затем Австро-Венгрией, где немцы находились в положении доминирующего меньшинства, хотя в континентальных районах политика онемечивания менее преуспела и немецкие колонисты закрепились в основном за крепостными стенами городов.

## История термина

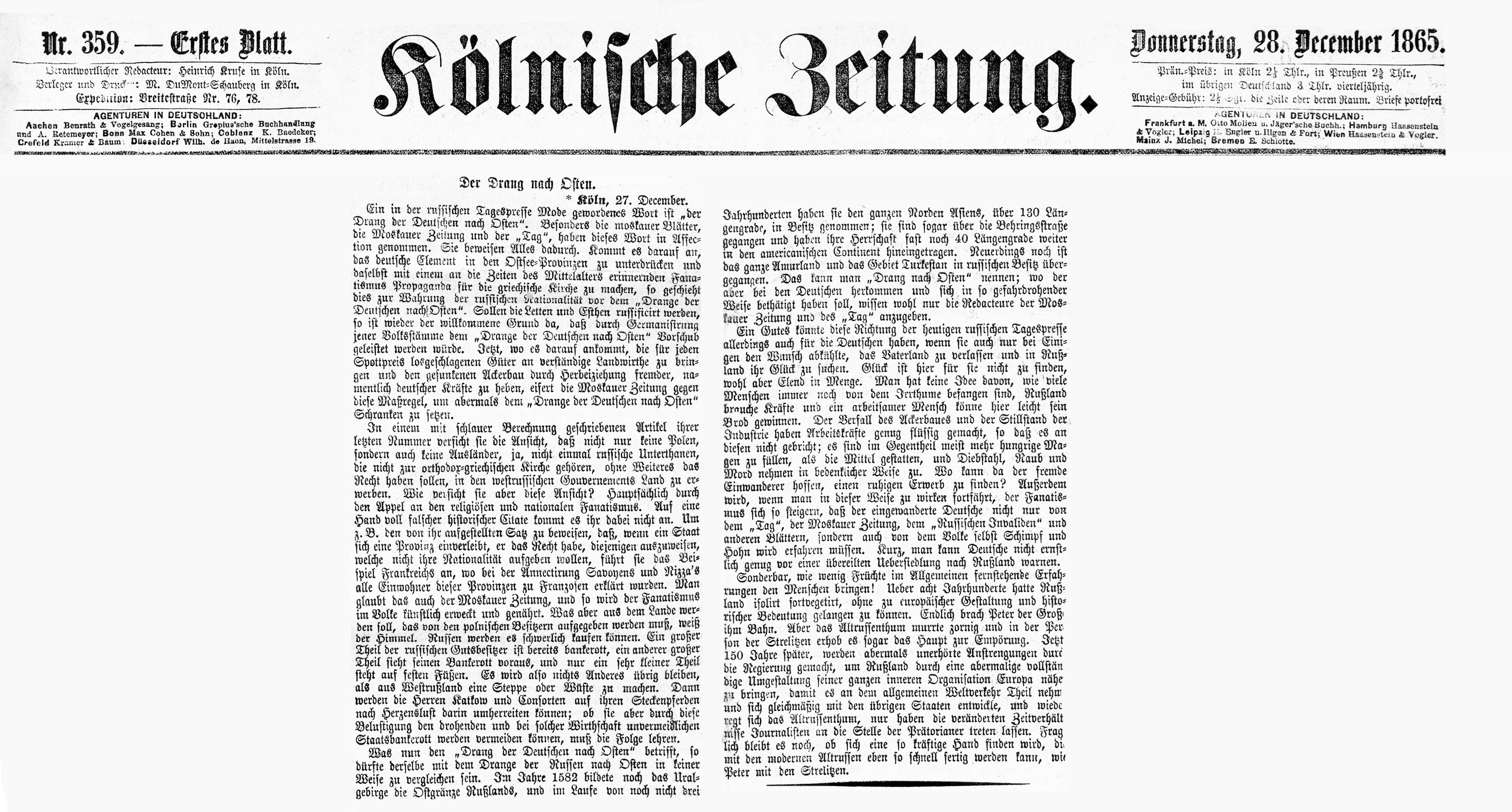
Статья "Der Drang nach Osten" в газете "Kölnische Zeitung" от 28.12.1865 г.

Впервые это выражение было чётко зафиксировано в немецкоязычном революционном памфлете польского журналиста Юлиана Клячко (пол. Julian Klaczko) в 1849 году. Однако широкое распространение оно получило в России в 1865, то есть в то время, когда Германская империя ещё не оказывала значительного давления на границы своего восточного соседа. Это было связано с ухудшавшимися отношениями между правительством Российской империи и балтийскими немцами. 

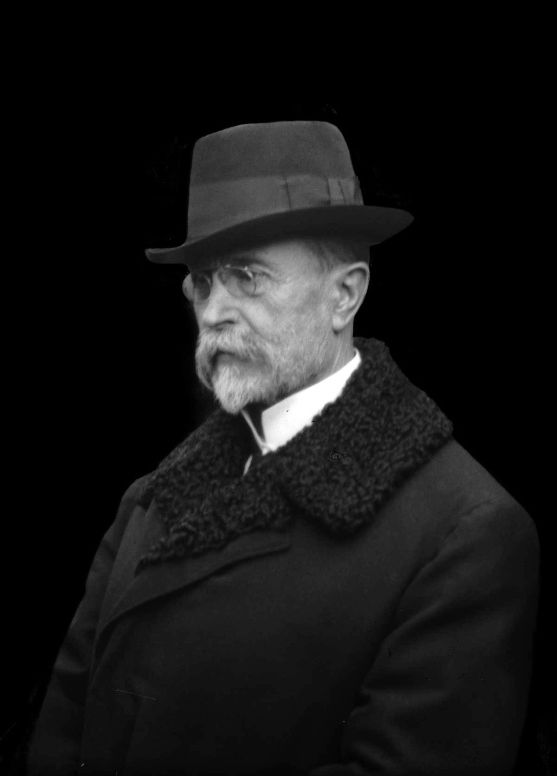
Томаш Масарик, чешский публицист

Выражение Drang nach Osten превратилось в слоган панславистской публицистики, направленной против балтийских немцев после ответа «Московских ведомостей» (в № 281 от 21.12.1865) на статью "Der Drang nach Osten" газеты Kölnische Zeitung от 28 декабря 1865 года. 
Перевод статьи "Der Drang nach Osten":

В российской ежедневной прессе стало популярным выражение "стремление немцев на Восток". Особенно полюбилось это выражение московским газетам “Московские ведомости” и “День”. Вот как они пишут об этом. Если ставится задача подавить немецкий элемент в прибалтийских губерниях и вести там пропаганду в пользу православной культуры с ненавистью, напоминающим времена средневековья, то это делается для защиты русской национальности от "стремления немцев на Восток". Если латыши и эстонцы должны быть русифицированы, то опять же по той простой причине, что германизация этих балтийских племен даст толчок "стремлению немцев на Восток". В настоящее время, когда было бы так важно содействовать переходу земель, продаваемых почти за ничто, в руки толковых сельских хозяев и поднять упавший уровень сельского хозяйства за счет привлечения иностранной, а именно немецкой, рабочей силы, “Московские ведомости”, напротив, рьяно выступили против этой меры, чтобы положить предел "стремлению немцев на Восток".
В хитроумно написанной статье одного из последних номеров она отстаивает мнение, что не только поляки, но и иностранцы, даже русские подданные, не принадлежащие к православной церкви, не должны иметь права приобретать землю в западных губерниях России. Но как она обосновывает эту точку зрения? Главным образом, апеллируя к религиозному и национальному фанатизму. Она не приводит исторических цитат. В доказательство своего утверждения о том, что при присоединении провинции государство имеет право изгнать тех, кто не хочет отказываться от своей национальности, она приводит пример Франции, где при присоединении провинций Савойя и Ницца все жители были объявлены французами. “Московские ведомости” придерживаются того же мнения и таким образом искусственно пробуждается и разжигается ненависть в народе. Но что будет с землей, которую должны отдать польские владельцы? Одному богу известно. Русские вряд ли смогут ее купить. Значительная часть российских землевладельцев уже обанкротилась, еще большую часть ждёт банкротство, и лишь очень небольшая часть крепко стоит на своих ногах. Так что ничего не останется, как превратить Западную Россию в степь или пустыню. Тогда господин Катков и его соратники смогут кататься на своих лошадках сколько душе угодно, а вот удастся ли им при таком хозяйствовании избежать неминуемого и, при такой экономике неизмеримого государственного банкротства, покажет только время. Что касается "стремления на Восток" немцев, то его никак нельзя сравнивать со стремлением на Восток русских. В 1582 году Уральские горы еще составляли восточную границу России, а за неполные три столетия они завладели всей северной Азией, далее 130 градусов восточной долготы; они даже пересекли Берингов пролив и перенесли свое господство почти на 40 градусов долготы дальше, на американский континент. Недавно в российское владение перешли вся Амурская земля и Туркестанский край. Это можно назвать "стремлением на Восток", но только редакторы “Московских ведомостей” и "Дня" знают, откуда этот лозунг должен был взяться у немцев и проявиться у них столь высокая активность.
Впрочем, эта тенденция в сегодняшней российской ежедневной прессе может иметь и положительные стороны для немцев, даже если она лишь охладит в некоторых из них желание покинуть родину и искать счастья в России. Счастья здесь не найти, а вот несчастья – в избытке. Невозможно представить, сколько людей до сих пор пребывают в заблуждении, что России нужна сила и что трудолюбивый человек может легко заработать на жизнь здесь. Упадок сельского хозяйства и застой цивилизации привели к тому, что рабочих рук не хватает, напротив, голодных ртов зачастую больше, чем средств, а воровство, грабежи и убийства растут с ужасающей скоростью. Где иностранному иммигранту надеяться на спокойное существование? Более того, если продолжать действовать подобным образом, ненависть возрастет настолько, что немцу-иммигранту придется испытывать презрение и насмешки не только со стороны "Дня", “Московских ведомостей”, "Русского инвалида" и других газет, но и со стороны самого народа. Одним словом, необходимо всерьёз предостеречь немцев от поспешной эмиграции в Россию.

Странно, как мало плодов приносят людям давно прошедшие события! Более восьми веков Россия жила в изоляции, не имея возможности добиться европейского влияния и исторического значения. Наконец, Петр Великий совершил прорыв. Но старая русская партия принялась сердито ворчать и в лице стрельцов решилась даже на явное возмущение. Теперь, 150 лет спустя, правительство вновь предпринимает беспрецедентные усилия для сближения России с Европой, вновь полностью преобразуя все ее внутреннее устройство, чтобы она могла участвовать во всеобщей мировой торговле и развиваться наравне с другими государствами, и снова поднимается старая русская партия, с тою лишь разницей, что вместо стрельцов выступают журналисты. Остается только догадываться, найдется ли такая сильная рука, чтобы справиться с современными староруссами так же быстро, как Петр со стрельцами.

Благодаря широким контактам панславистских публицистов в 1870-е и 1880-е годы это выражение стало использоваться также польскими, чешскими, а позднее и французскими публицистами, а также появлялось в американской прессе. В это же время это выражение начинает появляться и в исторических работах.
Большое идеологическое значение это выражение имело в период Первой мировой войны, когда его широко применяли Томаш Масарик и Роман Дмовски. С момента нападения гитлеровской Германии на Советский Союз (1941) оно критически применялось советской пропагандой, и тогда же было подхвачено немецкой пропагандой, которая превратила это выражение в призывный лозунг. После Второй мировой войны выражение Drang nach Osten было одним из центральных в историографии социалистических стран Восточной Европы, включая ГДР. В историографии Западной Германии оно напротив, не применялось.